# Nogometno igralište
Nogometno igralište (ili nogometni teren), mjesto je odigravanja svake nogometne utakmice. Dimenzije i oznake su određene u prvom zakonu nogometnih pravila. Taj se zakon naziva "Nogometno igralište".
Sve oznake na igralištu su dio prostora na igralištu kojeg određuju. Ovo je važna tvrdnja zbog primjera koji govore da lopta koja nije cijelim svojim obujmom prešla gol-liniju nije ušla u gol, tj. da je još u terenu. Prekršaj napravljen na crti šesnaesterca se računa kao da je napravljen u šesnaestercu, te se dosuđuje jedanaesterac.
Mjere nogometnog igrališta su prvo bile izražene u jardima, i to zbog nogometnih korijena iz Engleske, te nadmoći engleskog saveza nad svim tadašnjim izvršnim nogometnim tijelima. Kasnije, širenjem nogometa na europski kontinent, počele su se koristiti približne mjere izražene u SI sustavu. No, tradicionalisti s Otoka su nastavili s upotrebom starih mjera.

## Dimenzije i oznake igrališta
Dužina igrališta za međunarodne utakmice trebala bi biti između 100 i 110 metara (110 - 120 jardi), a širina bi trebala biti u okviru 65 i 75 metara (70 - 80 jardi). Za ostale utakmice mjere više variraju: dužina između 90 i 120 metara, a širina 45 do 90 metara. Dužina igrališta mora biti veća nego njegova širina.
Dulje granične linije se zovu aut-linije, a kraće linije (na kojima su postavljeni golovi) su gol-linije.
Središnja linija dijeli igralište na dvije polovice. Po sredini središnje linije je točka na koju se stavlja lopta na početku svakog poluvremena ili nakon postizanja gola. Središnji krug ima polumjer od 9.15 metara, ili originalno, točno 10 jardi, a služi za određivanje minimalne udaljenosti protivnika tijekom početnog udarca, te općenito za udaljenost živog zida prilikom svakog slobodnog udarca.
U svakom od četiri kutova igrališta nalazi se korner-luk, kojeg čini jedna četvrtina kruga promjera jednog metra, ili također jednog jarda. Unutar toga luka se postavlja lopta za izvođenje kornera. Korner-zastavice su prema pravilima predviđene u svakom kutu, a prije su se stavljale i na svaki kraj središnje linije, što je zapravo i danas moguće. Visina korner-zastavice mora biti minimalno 1.50 metara s neoznačenim vrhom.

## Golovi
Golovi su postavljeni na sredini svake gol-linije. Sastoje se od dvije stative (vratnice) i jedne prečke (grede). Prečka je duga 7.32 metara i spaja dvije stative visoke 2.44 metra. Iako ih nogometna pravila ne zahtijevaju, za okvir gola je postavljena mreža koja daje sigurnost da li je lopta u golu ili ne.
Stative i prečka moraju biti isključivo bijele boje. Za njihovu izradu su propisana isključivo dva materijala: metal ili drvo. Oblik stativa i prečke može biti četvrtast ili okrugao, te ne smije ugrožavati igrače na terenu.

## Kazneni prostor i druga područja na igralištu
Također pogledajte:šesnaesterac (detaljnije je opisana uloga kaznenog prostora)
Dva pravokutna prostora su označena na terenu ispred svakog gola.
Peterac se sastoji od gol-linije, dvije linije koje pod pravim kutom ulaze u teren 5.5 metara ili 6 jardi, te od linije koja spaja već prije spomenute dvije linije. Gol-aut ili bilo koji slobodan udarac za momčad koja se brani može se izvesti bilo gdje unutar ovog prostora. Neizravan udarac (indirekt) koji je dodijeljen momčadi koja napada izvodi se s linije paralelne s gol-linijom, i to s mjesta paralelnog na kojemu je prekršaj napravljen.
Kazneni prostor (još nazvan i šesnaesterac) formiraju gol-linija, dvije linije koje pod pravim kutom ulaze u teren 16.5 metara (18 jardi), te linije koja spaja već spomenute dvije linije. Ovaj dio terena ima mnoštvo funkcija, dok je jedna od najvažnijih da je to mjesto u kojemu vratar može koristiti svoje ruke. Još jedna funkcija je da se prekršaj braniča ili vratara na protivničkom igraču kažnjava jedanaestercem. 
Kaznena oznaka, ili kolokvijalno, bijela točka, mjesto je s kojega se izvode jedanaesterci. Od gola je udaljena točno 11 metara (12 jardi) po sredini. Još jedan dio kaznenog prostora je i kazneni luk, još poznat i kao D. Ono ima polumjer od 9.15 metara (10 jardi), te se brine da se unutar njega ne smije naći nijedan igrač tijekom izvođenja jedanaesterca.

## Prostori izvan terena važni za igru
Izvan igrališta se nalaze klupe sa zamjenama i trenerima. Njihovo kretanje je ograničeno unutar tehničkog prostora. Za uočiti je da sudac ima ovlasti i izvan samog terena.